# Bravo Super Show
Die Bravo Super Show wurde von 1994 bis 2010 einmal im Jahr von der Bravo veranstaltet. Dabei traten verschiedene Künstler auf. Die Bravo Super Show ist vergleichbar mit The Dome. Im Rahmen der Sendung fand die Verleihung des Bravo Ottos statt, die von den Privatsendern RTL, RTL II und ProSieben übertragen wurde.

## Veranstaltungen
| Nr | Datum            | Ort                                      | Künstler | Ref.          |
| 1  | 9. Februar 1994  | Berlin (Deutschlandhalle)                | Captain Hollywood Project, Urban Cookie Collective, Die Prinzen, DJ BoBo, Dr. Alban, Die Fantastischen Vier, Andreas Elsholz, Richard Grieco, The Kelly Family, East 17, Mr. Big, Haddaway, Pur, 2 Unlimited, Culture Beat, Ace of Base und Take That                                                                                               | [ 1 ]         |
| 2  | 9. Februar 1995  | Dortmund (Westfalenhalle)                | Fun Factory, Rednex, Full Speed, Pharao, Prince Ital Joe feat. Marky Mark, Mr. President, Mo-Do, E-Rotic, K2, Caught in the Act, PJ & Duncan, Magic Affair, Reel 2 Real, Mark ’Oh, Marusha, The Kelly Family, Scooter, Whigfield, 2 Unlimited, Worlds Apart, DJ BoBo und Take That                                                                  | [ 2 ]         |
| 3  | 2. März 1996     | Stuttgart (Hanns-Martin-Schleyer-Halle)  | Captain Jack, Boyzone, Tic Tac Toe, Mark ’Oh, Just Friends, Whigfield, Culture Beat, Bed & Breakfast, Rednex, Scooter, Backstreet Boys, Worlds Apart, Fun Factory, East 17, Jamie Walters, The Bates, Die Toten Hosen, DJ BoBo, Caught in the Act und The Kelly Family                                                                              | [ 3 ]         |
| 4  | 7. Februar 1997  | Dortmund (Westfalenhalle)                | *NSYNC, Tic Tac Toe, Backstreet Boys, Scooter, No Mercy, Blümchen, Worlds Apart, The Kelly Family, Mr. President, Mark Owen, East 17, DJ BoBo, 3T, Caught in the Act, Peter André und die Spice Girls | [ 4 ]         |
| 5  | 6. Februar 1998  | Dortmund (Westfalenhalle)                | Touché, Aqua, Pappa Bear, Wes, Awesome, Sqeezer, Young Deenay feat. Sasha, *NSYNC, Gil, The Moffatts, The Kelly Family, The Boyz, Mr. President, Nana, Blümchen, Caught in the Act, Aaron Carter und die Backstreet Boys | [ 5 ]         |
| 6  | 20. Februar 1999 | Köln (Kölnarena)                         | Five, Modern Talking, R'n'G, Spike, Aaron Carter, Lamar, 2-4 Family, R&B, Touché, Blümchen, Liquido, Die Fantastischen Vier, Cappuccino, Die 3. Generation, Bryan Adams feat. Melanie C, Skunk Anansie, Guano Apes, Loona, Emilia, The Moffatts, Gil, Christian Wunderlich, Roxette, The Kelly Family, DJ BoBo, Oli.P, Sasha, Pur, East 17 und Echt | [ 6 ]         |
| 7  | 12. Februar 2000 | Köln (Kölnarena)                         | A*Teens, Pur, Oli.P, Sasha, The Kelly Family, Echt, DJ BoBo, Aqua, Sisqó, Emma Bunton, Melanie C, HIM, Die 3. Generation, Christina Aguilera, Laura, Westlife, Sabrina Setlur, Bastiaan Ragas, Vengaboys, Steps, Atemlos und *NSYNC | [ 7 ]         |
| 8  | 17. März 2001    | Stuttgart (Hanns-Martin-Schleyer-Halle)  | A*Teens, Anastacia, Sasha, Sugababes, S Club 7, Destiny’s Child, Jeanette Biedermann, Crazy Town, ATC, Ricky Martin und andere | [ 8 ] [ 9 ]   |
| 9  | 23. März 2002    | Köln (Kölnarena)                         | Natural, Scooter, Alizée, Shakira, B3, O-Town, Kylie Minogue, Dannii Minogue, Westlife, Inessa & Dante Thomas, No Angels, City High, Bro’Sis, Ben, Xavier Naidoo, A1 und andere | [ 10 ] [ 11 ] |
| 10 | 8. März 2003     | Köln (Kölnarena)                         | Jeanette Biedermann, Sweetbox, Scooter, Blue, Sugababes, Atomic Kitten, Avril Lavigne, No Angels, Gareth Gates, B3, Shaggy, Nena, Natural, Bro’Sis, Samajona, Westlife, DJ BoBo, Wonderwall | [ 12 ]        |
| 11 | 13. März 2004    | Hannover (TUI Arena)                     | The Black Eyed Peas, Vanilla Ninja, Westlife, Jeanette Biedermann, Kylie Minogue, Alexander Klaws, Blue und andere | [ 13 ]        |
| 12 | 1. Oktober 2004  | Berlin (Max-Schmeling-Halle)             | O-Zone, B3, Sido, Yvonne Catterfeld, Jeanette Biedermann, Söhne Mannheims, Vanilla Ninja, Alexander Klaws, Mousse T., Natasha Thomas, Eamon, Nina Sky, 3rd Wish, Samy Deluxe, Blazin’ Squad und Good Charlotte | [ 14 ]        |
| 13 | 19. März 2005    | Hannover (TUI Arena)                     | Sarah Connor, Nu Pagadi, Gentleman, Sido, Silbermond, Lukas Hilbert, DJ BoBo, Yvonne Catterfeld, Scooter, Ana Johnsson, Liquido, Schnappi, K-Maro, Fettes Brot, Alexander feat. Sabrina Weckerlin, Delta Goodrem & Brian McFadden, Mario, Lemar, Patrick Nuo, Lucie Silvas                                                                          | [ 15 ]        |
| 14 | 6. Mai 2006      | Stuttgart (Hanns-Martin-Schleyer-Halle)  | Tokio Hotel, Marie Serneholt, t.A.T.u., US5, Shakira, Marc Terenzi, Tobias Regner, Silbermond, Jeanette Biedermann | [ 16 ]        |
| 15 | 28. April 2007   | Düsseldorf (ISS Dome)                    | Lexington Bridge, Sarah Connor, Declan, LaFee, Monrose, Beyoncé Knowles, Nevada Tan, Revolverheld, Sunrise Avenue, US5, Bushido, Tokio Hotel, Debbie Rockt | [ 17 ] [ 18 ] |
| 16 | 3. Mai 2008      | Nürnberg (Arena Nürnberger Versicherung) | Wilson Gonzalez Ochsenknecht, Aloha from Hell, Lumidee, US5, LaFee, Bruce Darnell, Ashlee Simpson, Bushido, Ich + Ich, Oliver Pocher, Culcha Candela, No Angels und andere | [ 19 ]        |
| 17 | 13. März 2010    | Berlin (Max-Schmeling-Halle)             | Michael Mittermeier, Sido, Scooter und andere | [ 20 ]        |

## Moderatoren
Moderation der Bravo Supershow
| Moderator/in                                | Jahr | Sender    |
| ------------------------------------------- | ---- | --------- |
| Kristiane Backer (Hauptmoderation)          | 1994 | RTL II    |
| Kristiane Backer (Hauptmoderation)          | 1995 | RTL II    |
| Heike Makatsch (Hauptmoderation)            | 1996 | RTL II    |
| Jasmin Gerat und DJ BoBo                    | 1997 | RTL II    |
| Loretta Stern und DJ BoBo                   | 1998 | RTL II    |
| Nova Meierhenrich und Florian Walberg       | 1999 | RTL II    |
| Marco Ströhlein und Enie van de Meiklokjes  | 2000 | RTL       |
| Ole Tillmann und Enie van de Meiklokjes     | 2001 | RTL       |
| Ole Tillmann und Jessica Schwarz            | 2002 | RTL       |
| Ole Tillmann und Janin Reinhardt            | 2003 | RTL       |
| Ole Tillmann und Susan Sideropoulos         | 2004 | RTL       |
| Gülcan Kamps und Dominic Boeer              | 2005 | RTL       |
| Oliver Pocher                               | 2006 | ProSieben |
| Gülcan Kamps, Annemarie Warnkross und Elton | 2007 | ProSieben |
| Mirjam Weichselbraun und Miriam Pielhau     | 2008 | RTL II    |
| Jan Köppen und Louisa Mazzurana             | 2010 | RTL II    |